# Phragmatobia samonicolor
Phragmatobia samonicolor är en fjärilsart som beskrevs av Barend J. Lempke 1944. Phragmatobia samonicolor ingår i släktet Phragmatobia och familjen björnspinnare. Inga underarter finns listade i Catalogue of Life.